# Asunción Oliva Portolés
Asunción Oliva Portolés fue una filósofa, escritora y profesora de la teoría feminista en la Universidad Complutense de Madrid. Se ha dado a conocer por su labor en el campo del feminismo. Falleció el día 8 de septiembre de 2020.

## Biografía
Catedrática y doctora en Filosofía por la Universidad Nacional de Educación a Distancia (UNED). Integrante del Consejo del Instituto de Investigaciones Feministas de la Universidad Complutense de Madrid (UCM). Actualmente, es profesora en el curso de Historia de la Teoría Feminista que imparte el Instituto de Investigaciones Feministas de la Universidad Complutense de Madrid. 

## Temas de investigación
Los temas más importantes que ha tocado han sido el fracaso de la posibilidad de crear un movimiento feminista internacional, a causa de les barreras que impone la cultura que limitan la evolución del proyecto emancipatorio, y la lucha contra el orden económico.  También, plantea la doble reflexión sobre la necesidad de reconstruir un sujeto feminista y sobre cómo hacerlo a partir de las diferencias culturales existentes dentro del marco del feminismo filosófico. E intenta analizar el problema candente que existe en la relación entre feminismo e islam, a través de la figura de la feminista Doria Shafik.

## Aportaciones a la teoría política
Una de las teorías que la autora apoya y aporta contenido, es la teoría de las mujeres como clase social en La teoría de las mujeres como clase social: Christine Delphy y Lidia Falcón, donde dice que la carga que supone para la mujer la reproducción y las tareas anejas a ella constituye un obstáculo fundamental para participar plenamente en los asuntos sociales y políticos. La autora observa que el patriarcado y el capitalismo van unidos de la mano, en tanto que ejercen una presión sobre la mujer. El sistema capitalista ofrece un salario globalmente más bajo que a los hombres, i el modo de producción doméstico duplica la carga de trabajo en todas aquellas mujeres que deben trabajar, y a la vez, cuidar de la familia. Estas son las razones por las cuales la mujer tiene una realidad diferenciada de los hombres en relación con la posición que ocupan en el sistema socioeconómico, dado que conviven con la explotación patriarcal. Citando textualmente: ”La mujer constituye la clase social más exhaustivamente explotada: es «el más numeroso de los grupos humanos que ocupa un lugar determinado históricamente por la división sexual del Trabajo en el modo de producción doméstica.» Y la raíz está en la reproducción. «Si aceptamos (...) que no son las condiciones biológicas sino las culturales las que determinan la opresión de la mujer es preciso también entender que son esas condiciones biológicas y no otras las que han determinado el subsiguiente e inmediato montaje cultural. La capacidad reproductora femenina es la causa y el principio (...) tanto de la Sociedad humana como de la explotación femenina. La capacidad reproductora constituye la primera de fuerza de trabajo, el origen de toda vida y de toda sociedad humana, la posibilidad de la existencia material y de la creación superestructural».”
También con relación al Feminismo postcolonial: la crítica al eurocentrismo del feminismo occidental se centra en la naturaleza excluyente del feminismo occidental y blanco, y heterosexista que choca con el feminismo del Tercer Mundo y, el feminismo propio de los países descolonizados o neocolonizados. A partir de estas diferencias, plantea la necesidad de crear un feminismo global, cuyo objetivo debe ser unir las luchas feministas de todo el mundo, partiendo de la base que debe ser una necesidad terminar con el expolio del Tercer Mundo, repensar las pautas de consumo del Primer Mundo, etc. Sin negar las diferencias entre las mujeres de diferentes partes del globo, en tanto que viven en situaciones socioeconómicas diferentes y proceden de etnias distintas, ni actuar como misioneras que llevan la civilización al Tercer Mundo, cree que las luchas por la identidad deben ir de la mano de los proyectos emancipatorios de la mujer para conseguir hacer emerger un feminismo transnacional. Cito textualmente: ”Es decir, juega con dos barajas. Por un lado, la misión civilizadora del colonialismo, que ha incluido desde la conversión al cristianismo hasta la imposición de la economía capitalista neoliberal, presupone alguna forma de “identidad” que capacitaría a estos pueblos para “hacerse occidentales” en la medida que mostraban su habilidad para beneficiarse del “progreso” con el que le recompensaban las normas coloniales. Esta premisa la relaciona con una perspectiva feminista postcolonial que procure atender a las diferencias entre las mujeres sin reproducir las nociones esencialistas de las diferencias culturales tiene que conocer hasta qué punto el pensamiento del colonialismo está basado en una “insistencia en la Diferencia”, especialmente en el contraste absoluto entre Oriente y Occidente, siendo consciente de que tal contraste es una mera creación colonial. La representación colonial de la cultura occidental tiene un parecido lejanísimo con los valores morales, políticos y culturales que realmente penetran la vida de las sociedades occidentales.”
En Miradas feministas: del postcolonialismo a la globalización, la autora se centra en explicar los presupuestos fundamentales del feminismo postcolonial, ahondando en tres de ellos: su lógica de oposición al colonizador, la lucha contra la violencia epistémica de este y el cuestionamiento del concepto de universalidad. En todo ello, ve la necesidad de crear un nuevo paradigma feminista que responda a los retos y realidades del siglo XXI, dada la evolución a la globalización que está sufriendo el mundo del siglo XXI. Los retos pendientes, son sin duda, múltiples, y las “primaveras árabes” han mostrado los límites de unas revoluciones que, a priori, resultaban esperanzadoras para las mujeres, pero que hoy siguen postergando sus derechos en los Nuevos regímenes surgidos de ellas. Los ejemplos citados aquí, muestran la necesidad urgente de adoptar una perspectiva feminista en la mirada sobre la globalización. La autora apuesta por definir una política feminista que permita la lucha conjunta de las mujeres contra el Nuevo Orden Económico Global, en el que el patriarcado ha de seguir siendo el principal enemigo que combatir.

## Crítica
Aunque no se ha encontrado ninguna crítica que se dirija explícitamente a la autora, entendiendo que el feminismo liberal no pone en el centro del análisis la etnia ni clase social, se puede decir que no tiene en cuenta la explotación en el trabajo productivo, la lucha que persiguen un objetivo definido en la igualdad en el trabajo productivo, pero no perciben como un problema a combatir, el problema de la doble jornada y el trabajo reproductivo y de cuidados y la explotación que soportan las mujeres pertenecientes a las clases populares. Por lo tanto, una crítica de la corriente liberal del feminismo podría ser la negación de la teoría de las mujeres como clase social, en tanto que no creen que las mujeres están explotadas por las fuerzas del capital, entendiendo el mercado laboral como principal valedor o las relaciones entre la mujer y el salario. Además, el feminismo liberal no se plantea la emancipación de la mujer del sistema patriarcal, sino que lucha por la igualdad, dejando a un lado la discriminación que el patriarcado ejerce contra la condición de ser una mujer de clase trabajadora.
Otra posible crítica, podría ser perteneciente a la corriente del relativismo cultural esencialista. Se conoce que el relativismo cultural entiende el mundo como una división cultural que se debe a la tradición establecida que predetermina cada condición cultural. Pues bien, este paradigma es contradictorio con la proposición de Asunción Oliva de abogar por un feminismo transnacional que quiere dejar atrás las diferencias culturales, para ahondar en las luchas que comparten mujeres de todo el mundo. Por lo tanto, el relativismo cultural podría criticar a la autora afirmando que las luchas emancipatorias de las mujeres del “Tercer Mundo” no pueden ir de la mano de las luchas de las mujeres de los países industrializados, dado que los rasgos culturales, valores, disposiciones emocionales son contradictorios, y precisamente esto sería una fuerza mayor que impediría al colectivo feminista obrar como un ente transnacional.